# Unquestionable Presence
Unquestionable Presence – drugi album studyjny amerykańskiej grupy muzycznej Atheist.
Wydawnictwo ukazało się 30 sierpnia 1991 roku nakładem wytwórni muzycznych Active Records i Metal Blade Records.

## Lista utworów
Opracowano na podstawie materiału źródłowego.
| Nr | Tytuł utworu              | Długość |
| -- | ------------------------- | ------- |
| 1. | „Mother Man”              | 04:34   |
| 2. | „Unquestionable Presence” | 04:07   |
| 3. | „Your Life's Retribution” | 03:17   |
| 4. | „Enthralled in Essence”   | 03:38   |
| 5. | „An Incarnation's Dream”  | 04:53   |
| 6. | „The Formative Years”     | 03:30   |
| 7. | „Brains”                  | 03:41   |
| 8. | „And the Psychic Saw”     | 04:45   |
|    |                           | 32:25   |

## Twórcy
Opracowano na podstawie materiału źródłowego.
| - Kelly Shaefer – gitara, śpiew - Rand Burkey - gitara - Tony Choy – gitara basowa - Steve Flynn - perkusja - Justice Mitchell - oprawa graficzna | - Tim Hubbard - zdjęcia - Stuart Taylor - zdjęcia - Scott Burns – produkcja, inżynieria, miksowanie |

## Wydania
| Rok  | Nr katalogowy | Format        | Wytwórnia       | Region            | Źródło |
| ---- | ------------- | ------------- | --------------- | ----------------- | ------ |
| 1991 | CDATV 20      | CD, Album     | Active Records  | Wielka Brytania   | [ 1 ]  |
| 1991 | 9 26717-4     | Cass, Album   | Death Records   | Stany Zjednoczone | [ 1 ]  |
| 1991 | ATV 20        | LP, Album     | Active Records  | Wielka Brytania   | [ 1 ]  |
| 2005 | RR 6671-2     | CD, Album, RM | Relapse Records | Stany Zjednoczone | [ 1 ]  |
| 2008 | 6671-1        | LP, Pic, RM   | Relapse Records | Stany Zjednoczone | [ 1 ]  |